# ЛУН
ЛУН (англ. LUN)  — українська IT-компанія, заснована у 2008 році, яка спеціалізується на створенні інноваційних PropTech рішень. ЛУН розробляє та впроваджує продукти, які спрощують процес купівлі, продажу та оренди нерухомості в Україні та за її межами. Працює у 10 країнах світу.

## Продукти

### В Україні
ЛУН — платформа для вибору квартир для купівлі на первинному та вторинному ринку житла в Україні. На сайті зібрано всі новобудови, інформація про які є в офіційних джерелах. ЛУН першими створили 3D мапу нерухомості  та запустили 3D тури по новобудовах ;
Rieltor — портал про нерухомість з перевіркою та рейтингами рієлторів України;
Bird — український застосунок для iOS зі штучним інтелектом, де всі об'єкти розміщені на 3D мапі. Має 500 000 користувачів у App Store із рейтингом додатка 4.9 балів та входить у ТОП 3 українських застосунків в категорії Lifestyle . Bird отримав дві премії Red Dot у 2019 році . Працює в Києві, Львові, Одесі, Харкові та Дніпрі  ;
Flatfy — агрегатор оголошень для купівлі та здачі в оренду нерухомості в Україні;
ЛУН Місто — соціальна ініціатива української IT-компанії ЛУН. На початку повномасштабної війни на сайті ЛУН Місто було запущено серію інтерактивних карт — карти інформували щодо працюючих аптек, наявності бензину, закладів з генераторами під час блекаутів тощо . За час існування картою скористалося кілька мільйонів людей в Україні, а охоплення в медіа матеріалів по темі становить понад 31.2 млн людей. 
Проєкти ЛУН Місто
1. ЛУН статистика [8] — відкриті дані ринку нерухомості. Статистика цін первинного, вторинного ринку нерухомості та оренди. Дані оновлюються щоденно;
2. Моніторинг якості повітря ЛУН Місто AIR [9] — українська громадська система моніторингу якості повітря, створена з метою покращити екологічну ситуацію в країні [10]. Проєкт розробили команда IT-компанії ЛУН та дослідники факультету радіофізики, електроніки та компʼютерних систем КНУ ім. Шевченка. Станції розставлені по місту та щосекунди сканують якість повітря. Вони вимірюють найбільш небезпечні для здоров’я наддрібні частинки: концентрацію PM1, PM2.5, PM10. Показники у реальному часі виводяться на карту, у боти, віджет ЛУН Місто AIR, доступні з телефону чи комп’ютера. Проєкт реалізовано в 12 містах;
3. Мапа Місто без меж [11] на якій відзначені місця, де створена певна безбарʼєрна інфраструктура. “У перспективі інтерактивна карта інклюзивності може стати майданчиком, де в одному місці буде зібрана найбільш повна інформація щодо інклюзивних просторів в країні”, – розповідає [12] кураторка проєкту Анна Денисенко. Зараз на карту нанесено понад 2000 локацій;
4. Мапа інтернету під час знеструмлень спільно з Міністерством цифрової інформації [13]. Карта містить дані про провайдерів, які забезпечують інтернет під час знеструмлень до 72 годин. Зараз проєкт доступний для жителів Києва, планується розширення на інші міста [14];
5. Проєкт по відбудові з United24 та ЛУН [15]. 12 січня 2023 року в Ірпені презентували напрямок «Відбудова України» фандрейзингової платформи UNITED24. В його межах першими відновлять 18 будинків [16] у Київській області: в Ірпені, Бородянці, Гостомелі, а також у селах Бузове та Мила Дмитрівської територіальної громади. Донори можуть в інтерактивному форматі переглядати будинки, порівнювати, якими вони були і якими стали завдяки зібраним грошам, і стежити за реконструкцією онлайн [17];
6. Карта ветеранського бізнесу [18] спільно з Українським ветеранським фондом та Uklon. Цей проект став початком колаборації державної інституції і бізнесу, які об’єднались заради ветеранів. Український ветеранський фонд як експерт з питань ветеранів разом з партнерами ЛУН та Uklon обрали напрям реінтеграції через бізнес [19];
7. Чеклист Місто без меж розроблений спільно командами центру міських сервісів та досліджень ЛУН Місто [20], ГО «Безбарʼєрність» [21] та Urban Visionaries Географічного факультету КНУ імені Тараса Шевченка. Про запуск Чеклиста повідомив Денис Суділковський, CBBO ЛУН, на зустрічі першої леді Олени Зеленської зі спільнотою «Бізнес без бар’єрів» 12 грудня 2023 року. Чеклист — це простий онлайн-опитувальник, в якому зібрані найважливіші складові архітектурної доступності житла [22].